# Сквер Михайла Грушевського
Сквер Михайла Грушевського (до січня 2024 року  Потьомкінський сквер), станом на березень 2024 року єдиний у світі сквер імені Михайла Грушевського, знаходиться у Херсоні. 
Розташований обабіч вулиці Михайла Грушевського між Театральною та Старообрядницькою вулицями.
Потьомкінський сквер має цікаву історію, пов'язану з ім'ям Григорія Потьомкіна, який був близьким співробітником Єкатерини II і відомий своїми реформами і будівництвом в Російській імперії. Сам сквер у Херсоні отримав свою назву на його честь.

## Памятники та облаштування
Потьомкінський сквер у Херсоні є однією з центральних громадських площ міста, відомою своїми фонтанами, дитячим та спортивним майданчиками. У східній частині розташована альтанка, а сквер облаштований численними лавками для відпочинку. На місці пам'ятникаПотьомкіну нині нічого не встановлено.

## Історія
Потьомкінський сквер в Херсоні був формований у XIX столітті, коли місто активно розвивалося як важливий торговельний і військовий центр Російської імперії. Точна дата його створення не є точною, але він існує протягом численних поколінь як символ історії і культурної спадщини Херсона. 
Навколо монумента Пам'ятник Потьомкіну (Херсон) був облаштований сквер, в якому висаджені дерева акацій створили міський бульвар, що став важливим центром культурного та соціального життя міста.
У 2014 році екс-мер Херсона Володимир Сальдо, відзначаючи День міста, презентував місту фонтан. Цей фонтан знаходився на північній стороні від пам'ятника. Згідно з повідомленнями журналістів, він не відповідав стандартам і не мав проектної документації. 

У 2021 року, за ініціативою міського голови Ігоря Колихаєва було затверджено реконструкцію скверу. Контракт на підряд отримала компанія ТОВ "Д.І.С. Буд", яка раніше успішно виграла тендер на реконструкцію скверу імені Михайла Грушевського (раніше Потьомкінського).
«Херсонцям цікаво, яким буде Потьомкінський сквер. Він буде красивим, затишним, стане новою улюбленою зоною відпочинку й дорослих, й дітей» – Ігор Колихаєв.
У 2022 році завершили капітальний ремонт скверу, на який було витрачено 21 мільйон гривень. У рамках реконструкції було встановлено два нові фонтани, оновлено покриття пішохідних доріжок, оновлено дитячий майданчик та встановлено спортивний майданчик. Також було здійснено демонтаж старих конструкцій, що поліпшило зовнішній вигляд та функціональність скверу. Працював безкоштовний WI-Fi.
22 квітня 2021 року у сквері міста Херсона КП «Парки Херсона» висадило 2400 квітів.
11 січня  2024 року На виконання Закону України "Про засудження та заборону пропаганди російської імперської політики в Україні і деколонізацію топонімії" було обрано нову назву скверу. 